# In Battle
In Battle – szwedzka grupa muzyczna założona w 1996 roku w Sundsvall, wykonująca początkowo black metal, a później death metal. Pomysłodawcami i założycielami grupy są członkowie zespołu Odhinn: John Frölén, John Östlund Sandin i Otto Wiklund, oraz znany z Setherial – Håkan Sjödin.
Teksty utworów zespołu dotyczą głównie mitologii nordyckiej i wojny. Muzycy nagrali cztery albumy studyjne i jeden minialbum. Zespół związany jest z wytwórnią Candlelight Records.

## Historia
Na początku swojej działalności podczas prób w lokalnym studio, muzycy nagrali taśmę zawierającą trzy utwory, którą później wysłali do austriackiej Napalm Records. Szybko zyskali zainteresowanie ze strony wytwórni i podpisali kontrakt na wydanie dwóch albumów.
W kwietniu 1997 roku zespół wydał swój debiutancki album zatytułowany In Battle zawierający 12 utworów. Materiał został nagrany w Sunlight Studio w Sztokholmie. Jeszcze tego samego roku zespół wyruszył w pierwszą trasę koncertową, muzycy występowali u boku Setherial i Malignant Eternal.
Drugi album The Rage of the Northmen był nagrywany w Ballerina Audio, w szwedzkim mieście Umeå. Tuż przed rozpoczęciem prac zespół opuścił wokalista John Östlund Sandin oraz gitarzysta Håkan Sjödin, który postanowił skupić się na występach w Setherial. Materiał ukazał się w 1999 roku nakładem Napalm Records. W 2001 roku jedynym muzykiem, który pozostał w zespole był John Frölén, gdyż Otto Wiklund odszedł po wydaniu drugiej płyty. Frölén i Sandinem zaczęli ponownie grać razem i rok później zaprosili do współpracy gitarzystę szwedzkiego Diabolical – Hansa Karlssona. Kolejnym muzykiem, który wstąpił w szeregi In Battle był Nils Fjellström - perkusista Dark Funeral.
Po raz kolejny w komplecie, zespół zaszył się w sztokholmskim Necromorbus Studio, gdzie powstał Soul Metamorphosis, minialbum wydany nakładem Imperial Dawn.
Trzeci pełny album zespołu nosi tytuł Welcome to the Battlefield, nagrania rozpoczęły się w szwedzkim Courthouse Studio w Östersund. 2 i 3 lutego 2004 roku zostały nagrane ścieżki perkusyjne. Gitary i gitara basowa zostały zarejestrowane w Necromorbus Studio w Sztokholmie między 19 lutego a 7 marca. Dwa dni później zespół udał się na Florydę do Mana Recording Studio w miejscowości Tampa, gdzie inżynier Shawn Ohtani pomógł w nagraniu wokalu, a producent Erik Rutan zajął się miksowaniem i masteringiem. Album ukazał się 20 września 2004 roku nakładem Cold Records.
3 września 2007 ukazał się album Kingdom of Fear we współpracy z wytwórniami Nocturnal Art Productions i Candlelight Records. Po wydaniu płyty zespół grał u boku takich grup jak: Unleashed, Marduk, Crowbar i Behemoth

## Muzycy
| Obecny skład zespołu - John Odhinn Sandin – śpiew (1996–1998, od 2002) - John Frölén – gitara basowa (od 1996) - Hasse Karlsson – gitara (od 2002) - Nils Fjellström – perkusja (od 2003) | Byli członkowie zespołu - Håkan „Mysteriis” Sjödin – gitara, gitara basowa (1996–1997) - Otto Wiklund – perkusja, śpiew (1996–1998) - Marcus Edvardsson – gitara basowa (2003) |

## Dyskografia
| Albumy studyjne - In Battle (1997, Napalm Records) - The Rage of the Northmen (1999, Napalm Records) - Welcome to the Battlefield (2004, Cold Records) - Kingdom of Fear (2007, Nocturnal Art Productions/Candlelight Records) | Inne - Soul Metamorphosis (EP, 2003, Imperial Dawn) |